# Quartetto per pianoforte e archi n. 3 (Brahms)
Il Quartetto per pianoforte n. 3 in do minore Op. 60, completato da Johannes Brahms nel 1875, è scritto per pianoforte, violino, viola e violoncello. A volte è chiamato Quartetto Werther da I dolori del giovane Werther di Goethe.

## Struttura
Il quartetto è in quattro movimenti:
- Allegro non troppo (do minore)
- Scherzo: Allegro (do minore → do maggiore)
- Andante (mi maggiore)
- Finale: Allegro comodo (do minore → do maggiore)
come il secondo movimento

## Analisi musicale

### Primo movimento
Il primo movimento è un movimento in forma-sonata in do minore in metro ternario. Inizia con il pianoforte che suona semplici ottave in Do. Il violino, la viola e il violoncello suonano quindi il primo tema, costituito da due motivi sospiranti in una seconda minore discendente, seguito da un tema discendente. Alcuni hanno ipotizzato che il motivo del sospiro sia un'espressione musicale del nome "Clara", in riferimento a Clara Schumann, la compositrice, pianista e amica per tutta la vita e interesse amoroso di Brahms. Più chiara è la versione trasposta di Brahms del "tema di Clara" di Robert Schumann, che si trova in vari pezzi come il suo Bunte Blätter, op. 99 (1841), su cui sia Clara che Brahms scrissero serie di variazioni per pianoforte. Il tema di Clara (Do-Si-La-Sol diesis-La, spesso trasposto: qui Mi bemolle-Re-Do-Si-Si-Do) è stato rilevato per la prima volta da Eric Sams nei suoi saggi e libri su Schumann e Brahms. Nel suo saggio del 1971 “Brahms and his Clara Themes”, Sams scrive sul “Clara content” nell'op. 60: “La prima frase di quell'opera autobiografica è doppiamente espressiva di Clara. Inoltre, ci sono prove dirette che questa forma melodica la incarnava effettivamente, per Brahms come per Schumann ".
Dopo la prima enunciazione del tema, il pianoforte suona ottave in si bemolle. I motivi di apertura, sempre suonati dagli archi, diventano più cromatici e inquietanti, fino a giungere finalmente a riposare sulla dominante di do, sol maggiore. La viola e il violino suonano ottave pizzicato in mi naturale prima che gli archi scendano a cascata sulla scala di do minore armonica che introduce il primo tema, stabilito forte. Dopo un breve sviluppo di questo tema, un movimento ascendente basato su sedicesimi alternati tra le note di una seconda minore serve come passaggio al secondo tema nella relativa maggiore di do minore, mi bemolle maggiore. Questo secondo tema è un tema di otto battute edificante dichiarato inizialmente dal solo pianoforte. Brahms utilizza quindi la tecnica del tema e variazioni per costruire quattro variazioni su questo tema, ciascuna di otto misure. Una breve idea basata sul tema di apertura chiude l'esposizione, che non si ripete.
La sezione di sviluppo inizia riaffermando il tema dalle misure 32-35 in mi bemolle minore. Questo si sposta in si maggiore per una nuova idea in fortissimo (forse una variazione) basata sullo stesso tema. I motivi sospiranti di apertura del quartetto si sviluppano in un passaggio di mi minore che incorpora una figura di terzina sul secondo movimento della battuta e alla fine l'idea precedente in si maggiore viene riformulata in modo identico in sol maggiore. Il secondo tema dell'esposizione viene quindi trattato in contrappunto imitativo (quasi canonico) in do minore. Dopo l'inizio del terzo trattamento contrappuntistico di questo tema, un pedale dominante viene sostenuto nelle ottave di sol. Questo si risolve inaspettatamente in un accordo di la bemolle maggiore che viene rapidamente portato giù in do minore dal motivo di sospiro iniziale del pianoforte.
Il motivo sospirante indica l'inizio della ricapitolazione. Piuttosto che affermare la tonica di do minore, tuttavia, Brahms porta la ricapitolazione in una direzione diversa: la sezione di apertura termina di nuovo su un pedale dominante in sol con il violino e la viola che suonano ottave pizzicato sul mi naturale, ma il mi naturale è usato per portare la musica in mi minore. La discesa cromatica viene impiegata per portare la musica a una mezza cadenza in re, portando al secondo tema in sol maggiore. Questo è forse l'unico movimento della forma sonata nel modo minore in cui la ricapitolazione presenta il secondo soggetto nella tonalità della dominante maggiore. Il secondo tema viene prima enunciato dalla viola, seguito da tre nuove variazioni (la prima suonata dal violino, la seconda e la terza dal pianoforte) e una delle stesse variazioni dell'esposizione. Una quinta variazione porta ad una breve digressione in do maggiore ma diventa cromatica e termina con uno sviluppo del primo tema, arrivando a una cadenza in do seguito da una breve coda che si espande sui primi motivi ascoltati nel brano. Tuttavia, la tonalità di do minore probabilmente non è stabilita chiaramente dalla ricapitolazione (la tonalità di do minore è presente alla fine del movimento per meno di due pagine complete). Il movimento si conclude con una lineare cadenza perfetta tonico-dominante-tonico, dichiarata dal piano. La natura espansiva ed esplorativa del movimento, insieme alla silenziosa dinamica di chiusura, contribuisce a far apparire misteriosa la progressione della convenzionale cadenza finale.

### Secondo movimento
Il secondo movimento è uno scherzo tempestoso (forma ternaria) in metro doppio composto in do minore, la stessa tonalità del primo movimento. Donald Francis Tovey sostiene che Brahms pone lo scherzo nella stessa chiave del primo movimento perché il primo movimento non stabilizza sufficientemente la propria tonica e richiede che il secondo movimento "[produca] l'equilibrio tonale non dato per la fine del primo movimento." Sebbene sia lo scherzo più breve dei quartetti per pianoforte di Brahms, è formalmente e tonalmente molto complesso.
Il movimento inizia con un motivo di apertura di un'ottava discendente su sol e una seconda minore ascendente in la bemolle dichiarato dal pianoforte, seguito da una linea diatonica discendente accompagnata dagli archi. Il primo tema, che deriva chiaramente dal motivo di apertura, è subito suonato dal pianoforte solista dopo questo e Brahms utilizza la tecnica dello sviluppo della variazione per ampliare questo tema. La maggior parte delle idee melodiche può essere ricondotta al motivo di apertura o alla seconda minore ascendente del motivo di apertura che, in particolare, è l'inversione dei sospiri discendenti dell'introduzione del primo movimento. Questo scherzo è molto cromatico e instabile dal punto di vista tonale, sebbene in realtà si sposti su una frase secondaria sulla dominante e ritorni alla tonica con frequenza. Lo scherzo si conclude con un pedale sulla tonica do minore.
La sezione centrale non è delimitata dal titolo trio come lo sono le sezioni centrali degli scherzi dei precedenti due quartetti per pianoforte di Brahms. Inoltre questa sezione centrale serve più come una sezione di materiale contrastante che come contrasto strutturale: mantiene la stessa tonalità, indicazione di tempo e il ritmo dello scherzo, non è musicalmente delimitata in alcun modo chiaro e sviluppa persino gli stessi temi come lo scherzo. Si può discutere se sia davvero un trio, come lo conoscevano i compositori del diciannovesimo secolo. Tuttavia la sezione centrale inizia con un nuovo tema, una linea ascendente in semiminime negli archi, accompagnata da una figura di terzina discendente suonata dal pianoforte. Questa strumentazione viene presto invertita e temi precedenti dello scherzo vengono ulteriormente sviluppati. Il passaggio allo scherzo si sviluppa e ritmicamente diminuisce il motivo di apertura dello scherzo ed è la sezione più cromatica, ritmicamente complessa, forte e drammatica del movimento. Lo scherzo viene ripetuto quasi interamente, tuttavia, la sezione immediatamente precedente al pedale della tonica viene omessa e sostituita con un accordo dominante climatico in un registro molto alto negli archi, terminando con una ''tierce de picardie'' in do maggiore con tre declamazioni forti dell'accordo maggiore tonico.

### Terzo movimento
L'Andante è in una forma ternaria modificata: ABCA′ con una coda. Questo è l'unico movimento del quartetto che non è in do minore ed è nella tonalità di mi maggiore, una tonalità remota nel contesto di do minore. Ciò può essere spiegato dalla sua origine come il movimento lento di un quartetto con pianoforte in do diesis minore, che Brahms ha rivisto e pubblicato come op. 60 in do minore. La tonalità di mi maggiore è facilmente spiegabile nel contesto tonale di do diesis minore, ma la scelta della chiave di questo movimento non è stata rivista come è stato il primo movimento; si noti inoltre che il lento movimento alla Sinfonia n. 1 in do minore è anche in mi maggiore. L'Andante inizia con una deliziosa melodia suonata dal violoncello nel suo registro acuto (tema A) con solo il pianoforte come accompagnamento. Il materiale tematico di apertura di questa melodia è una sequenza di terze discendenti, una figura usata frequentemente da Brahms (come nella sua Op. 119, n. 1, e l'apertura della Sinfonia n. 4, per citare due esempi). Il violino alla fine si unisce con una nuova melodia al violoncello. La viola entra più tardi con un'idea graduale discendente tutti. La sezione A, a sua volta in una sorta di AAB, termina nella tradizionale chiave dominante di si maggiore.
La sezione B (in forma ABAB) inizia con una linea melodica progressiva sincopata ascendente nel violino da suonare molto dolce (Tema B). Il pianoforte inizia a guadagnare risalto con una versione distorta della linea di violoncello di apertura, suonata simmetricamente sul pianoforte (Tema C). Un altro tema sviluppato nella sezione B è una linea discendente con ritmi puntati (Tema D).
La terza sezione inizia in si maggiore ma è altamente cromatica. Il pianoforte suona una versione del tema B in ottave spezzate con note di ottava coerenti suonate dal violino e dalla viola. Questa figura termina con una versione del tema C in ottave spezzate nel pianoforte. Questo si alterna con la sezione degli archi, che sviluppa il tema C. Il pianoforte si ricongiunge e sviluppa i temi C e D con gli archi in mi minore, ma presto il violino suona il tema D su altre corde. A questo punto gli archi si alternano al pianoforte, che suona il tema D in una tavolozza armonica instabile in ottave spezzate, mentre gli archi suonano una combinazione di temi C e D. Questo passaggio di strumenti alternati si sposta dal mi minore al do minore, al sol# minore indietro nel mi maggiore, nella ripresa della sezione A.
Le uniche differenze significative tra la prima e la seconda sezione A sono che nella seconda, il pianoforte si muove in terzine, c'è una trama di archi completa quasi interamente (spesso usando pizzicato) e il pianoforte inizia il tema (sebbene sia presto sostituito dal violoncello). La coda è introdotta da una nuova progressione di accordi nella prima idea di tutti e da una linea di violoncello solista. Il tema B è presentato prima dalla viola e poi dal violino, e il movimento si conclude con la prima misura del tema A, pronunciata prima dal violoncello e poi dal pianoforte, concludendo con un'affermazione pianissimo nella tonica.

### Quarto movimento
Il finale è una sonata-allegro in do minore nel tempo alla breve con un tema secondario in mi bemolle maggiore. Il tempo è Allegro comodo e l'esposizione si ripete. L'accompagnamento pianistico del primo tema, dichiarato immediatamente nella misura 1, è tratto dalla linea di pianoforte iniziale del Trio per pianoforte in do minore, op. 66, movimento 1, di Felix Mendelssohn. Il Trio per piano di Mendelssohn contiene anche una citazione di una melodia corale tratta dal salterio ginevrino del XVI secolo "Vor deinen Thron tret ich hiermit" ("Davanti al trono tuo io ora appaio"). Vincent C. K. Cheung ha anche osservato che il movimento di apertura sol-mi bemolle del violino, accoppiato con sol-sol-sol-do del pianoforte, punta molto verso il "tema del destino" nella Sinfonia n. 5 di Beethoven. Il brano di Brahms opera quindi su più livelli di riferimento (letterario e musicale) e di citazione.
Il movimento inizia con il violino che suona un tema sopra l'accompagnamento del pianoforte. Entrambe le linee sono temi separati che vengono sviluppati individualmente durante il movimento, ma sono simili in un aspetto principale: entrambi sono costituiti da tre note ascendenti precedute da una ripresa, che vanno a un tono vicino della nota più alta e tornano a quella nota. Le note essenziali del tema del violino sono si–do–re–mi bemolle–fa–mi bemolle e le note essenziali del tema per pianoforte sono: sol–do–mi bemolle–sol–fa diesis–sol (il resto del il tema del pianoforte è una sequenza discendente di secondi ascendenti: sol-la bemolle-fa-sol-mi bemolle –fa-re-mi bemolle). Pertanto, la linea del violino utilizza un tono di vicinanza superiore mentre la linea di piano utilizza un tono di vicinanza inferiore. Ciò è cruciale per comprendere lo sviluppo delle idee tematiche di Brahms di questo movimento.
La melodia del violino è saltellante e principalmente diatonica, suonata su un energico accompagnamento di pianoforte. Si sposta da do minore a sol minore, sebbene termini con un cambio di modo in sol maggiore. Dopodiché il violino suona una melodia gradualmente discendente, che a un'attenta ispezione si rivela essere un'inversione del proprio tema originale (da si–do–re–mi bemolle–fa–mi bemolle a sol–fa–mi bemolle–re–do–si) in note da un quarto successive. La viola e il violoncello accompagnano presto questa figura. Questo avanza fino alla misura 39, dove un tema fragoroso esplode in tutti gli strumenti. Questo si sposta rapidamente verso un'idea costruita in terzine. Tonalmente questo passaggio è in do minore e la progressione finale termina con un'alternanza tra si diminuito e la bemolle maggiore. Il piano suona un accordo spezzato di la bemolle maggiore, seguito da un accordo spezzato di la bemolle minore utilizzato per effettuare una transizione al mi bemolle maggiore.
La sezione nel relativo maggiore inizia con un tema chiaramente composto dal tema dell'accompagnamento del pianoforte, in questo caso dichiarato dal violino e dalla viola che si muovono all'unisono su un accompagnamento per pianoforte basato sulla precedente figura di accordi spezzati. Questo scambia brevemente con una contromelodia del violoncello. Quando il violino e la viola si librano in un registro inaspettatamente alto, il piano interrompe suonando un esplosivo accordo di settima dominante spezzato. Gli archi rispondono con un tema piano, omofonico, omoritmico da suonare a mezza voce. Questa idea è presa direttamente dal tema degli archi di apertura del primo movimento. Piuttosto che accompagnare questo tema, il pianoforte suona un accordo discendente spezzato dopo ogni espressione. L'esposizione termina in mi bemolle maggiore e Brahms indica che dovrebbe essere ripetuta.
Lo sviluppo inizia con un'esplorazione della terza discendente che dà inizio al tema di apertura del violino; quando sequenziato, produce una serie di terze discendenti che richiama il tema di apertura del terzo movimento (sol diesis–mi–do–la). Il pianoforte accompagna questo con il suo tema iniziale. Brahms elimina rapidamente le alterazioni dall'armatura in chiave man mano che il brano avanza in re maggiore e la minore. Frammiste ci sono frasi cromatiche discendenti suonate dal pianoforte. Nelle misure 117–118 il violoncello introduce una nuova idea di quattro note (mi-fa-re-mi) suonata pizzicato sotto il pianoforte. Questa idea è presa dalla seconda metà del primo tema per pianoforte (sol-la bemolle-fa-sol). La viola suona l'apertura del primo tema del pianoforte, che ricorda un'inversione delle terze sequenziate sviluppate momenti prima. Brahms ripete questo schema quasi esattamente, passando da la minore a mi minore a si minore. In si minore, il pianoforte sviluppa maggiormente il suo tema iniziale. Questa parte della sezione di sviluppo è conclusa da frasi sincopate di viola e pianoforte, che riprendono la seconda metà del primo tema del pianoforte in si minore.
Karl Geiringer ha mostrato che la sezione successiva (misure 155-188) è inserita "per mitigare l'eccessiva concisione di questo movimento". Gli inserimenti successivi furono atipici di Brahms a causa della sua "ricerca della compressione" e sembra che "per una volta abbia superato il segno". L'ultima aggiunta spiega il movimento lontano dal si minore, solo per tornare alla tonalità una trentina di battute più tardi. Questa sezione continua con il tema omoritmico in sol maggiore, poi in mi bemolle maggiore. Quello che segue è un rapido sviluppo (Tempo I) del tema iniziale per pianoforte in do minore, con tutti gli archi che suonano le quattro note iniziali (muovendosi nella progressione spesso usata i - I - iv). Questa sequenza esatta viene utilizzata di nuovo nella coda per trasformare il movimento dal modo minore al maggiore. Un accordo di settima dominante in do minore viene usato come accordo pivot per tornare al si minore (una progressione simile è usata alla Ballade, Op. 118, No. 3 di Brahms, in cui un accordo di settima dominante costruito sul sol si sposta bruscamente in si maggiore). Il violino sviluppa il suo tema iniziale in si minore e poi in re minore con tutti e tre gli strumenti a corda. Le note finali del tema (fa – mi bemolle) sono sequenziate e invertite ripetutamente, richiamando il significato delle seconde discendenti nel primo movimento di questo quartetto. Si sposta da re minore a sol minore a do minore. La fine della sezione di sviluppo vede un la bemolle molto alto e prolungato, che è parallelo alla fine della sezione di sviluppo del primo movimento.
La ricapitolazione, che ripristina la tonalità di do minore, inizia con il tema del violino iniziale dichiarato forte da tutti gli archi, accompagnato dal pianoforte che suona ottave spezzate in terzine, delineando le note principali del suo tema. Dopo la prima frase, il pianoforte riprende il suo accompagnamento originale e gli archi vengono ridotti a una dinamica piano. Questo procede in modo simile all'esposizione, anche se con i temi sviluppati in modo più ampio. In particolare, la musica si rivolge verso il sol minore più fortemente e l'indicazione della tonalità cambia in do maggiore, poiché la sezione maggiore relativa dell'esposizione è nella tonica maggiore nella ricapitolazione. Il resto della ricapitolazione è quasi identico all'esposizione, che termina in do maggiore.
La coda inizia alla battuta 311, con il pianoforte che dichiara ad alta voce il tema omoritmico, alternato agli archi. Il tema del violino viene quindi suonato dagli archi in do maggiore, ma presto torna in do minore (torna anche l'indicazione della tonalità). L'idea a quattro note dalla sezione di sviluppo ritorna, questa volta con la sua prima nota rimossa. La scala cromatica discendente nel pianoforte, un'abbreviazione del tema del violino nella viola, il tema a quattro note e la progressione di accordi (i - I - iv) indicano che la coda attinge più dalla sezione di sviluppo che dall'esposizione o ricapitolazione. La musica si placa tranquillamente in una sezione tranquillo in cui l'inversione del tema del violino (indicato per la prima volta nelle battute 21-22 dell'esposizione) viene sequenziato attraverso gli archi mentre il pianoforte continua a sviluppare il suo tema iniziale. Il violino e il violoncello alla fine sostengono la tonica do per un lungo periodo di tempo, mentre il pianoforte e la viola iniziano a inclinarsi verso la tonica maggiore in una progressione I-iv continua. Tutti gli strumenti continuano a spegnersi mentre il pianoforte suona un'ultima scala cromatica discendente, il violino e la viola combinano il tema iniziale del pianoforte con il ritmo della nota da un quarto del tema del violino e il violoncello sostiene un do basso. Mentre il piano e gli archi raggiungono la loro note finali, si tiene brevemente un accordo di do maggiore dichiarato pianissimo, che risplende nella nebbia. Due improvvisi accordi di do maggiore forte completano questo quartetto.